# Bahattin Saykaloğlu
Bahattin Saykaloğlu (* 29. Oktober 1964 in Strumica) ist ein ehemaliger türkischer Fußballspieler.

## Karriere
Saykaloğlu begann seine Karriere Anfang der 1980er-Jahre bei Galatasaray Istanbul. In der Saison 1981/82 kam der Mittelfeldspieler zu drei Ligaspielen und erzielte ein Tor. Saykaloğlu gewann 1982 mit Galatasaray den türkischen Fußballpokal und Supercup. 1983 wurde sein Vertrag mit Galatasaray nicht verlängert und Saykaloğlu spielte ein Jahr danach eine Saison bei Galata SK in der 2. Liga.
Es folgten Engagements bei Siirtspor, İskenderunspor und Bayrampaşaspor. Im Sommer 1991 beendete Bahattin Saykaloğlu seine Karriere.

## Erfolge
Galatasaray Istanbul
- Türkischer Fußballpokal: 1982
- Devlet Başkanlığı Kupası: 1982